# Teru (gitarzysta)
TERU (ur. 10 kwietnia 1981 roku) – japoński muzyk visual kei, najlepiej znany jako gitarzysta zespołu Versailles. Przed powstaniem Versailles był członkiem zespołu Aikaryu, a także wspierał solowy projekt Hizaki'ego Hizaki Grace Project.

## Życiorys

### Aikaryu
Zespół Aikaryu (jap. 藍華柳) został założony w 2002 roku przez wokalistę Kaworu i perkusistę ULI. Po wydaniu w marcu 2002 roku omnibusa Punishment Party Vol.3, TERU zastąpił gitarzystę DEATH. W sierpniu 2003 roku podpisali kontrakt z Crow Music (tą samą wytwórnią, co zespół Hizaki'ego Crack Brain) i wydali swój pierwszy singiel w następnym miesiącu. W ciągu kolejnych trzech lat koncertowali w całym kraju, wydali wiele płyt i mieli kilka zmian w składzie zespołu. Na początku 2006 roku, miał miejsce wypadek samochodowy, w którym większość członków odniosła poważne obrażenia. Podczas gdy inni członkowie dochodzili do zdrowia TERU brał udział w solowym projekcie Hizaki'ego. W kwietniu 2007 roku postanowili rozwiązać zespół.

### Hizaki Grace Project
W październiku 2006 roku TERU dołączył do projektu Hizaki'ego HIZAKI grace project, w którego skład wchodził również Yuu (Jakura) na basie, Mikage (Babilon) na perkusji i Juka (Moi dix Mois) na wokalu. Wydali trzy albumy: Dignity of Crest, Curse of Virgo oraz koncert z 24 grudnia 2007 roku.

### Versailles
W 2007 roku został zrekrutowany do zespołu Versailles przez Hizakiego i Kamijo. Szybko osiągnął dużą popularność na całym świecie, wydając swój debiutancki EP Lyrical Sympathy w kraju i w Europie, a do tej pory zespół odbył dwie światowe trasy koncertowe.
W styczniu 2011 roku TERU wraz z resztą zespołu wystąpili w ich własnej mini dramie Onegai Kanaete Versailles (jap. おねがいかなえてヴェルサイユ), emitowanej na antenie Mainichi Broadcasting System i TV Kanagawa do marca.

### Inne prace
Teru jest również artystą, projektował wiele wydań dla wydawnictwa Kamijo Sherow Artist Society pod pseudonimem "wait A minute", w tym również dla zespołów Versailles, Hizaki Grace Project i Matenrō Opera. Wygłosił także wykład na seminarium na temat rozwoju japońskiej kultury popularnej, która odbyła się w Kyoto University of Art and Design 25 listopada 2010 roku.
Zarówno Teru jak i Hizaki wzięli udział w projekcie BLUE PLANET JAPAN, który został stworzony w odpowiedzi na Trzęsienie ziemi u wybrzeży Honsiu (2011). W projekcie wzięło udział wielu artystów visual kei, w tym członkowie DaizyStripper, heidi., Matenrō Opera i Dolly. Wystąpili oni na żywo w Shibuya O-West 25 czerwca, a 14 września został wydany singel Dake Hitotsu ~We are the One~, z którego dochód przeznaczono dla ofiar katastrofy.
9 sierpnia 2011, w drugą rocznicę śmierci Jasmine You, TERU skomponował i zadedykował piosenkę "「For You」" dla swojego byłego kolegi.

## Sprzęt
Obecnie
- ESP 激鉄 "Geki-Tetsu" Teru Custom Black

Inne
- ESP Antelope Black
- ESP Reindeer Teru Custom See Thru Black
- ESP Jerk Teru Custom
- Strat Type Guitar Black
- Strat Type Guitar Cherry Burst with kanji sticker and EMG pickups
- Zoom G7.1UT
- Custom Audio Electronics Cables
- TC Electronic G Major
- Korg DTR-1 Rack Tuner
- EX-PRO Wireless System
- Furman Power Conditioner
- BOSS FC-50 Midi Foot Controller
- ENGL, Hughes & Kettner, Bogner, Brunetti, Mesa Boogie & Marshall Amps

## Dyskografia

### Aikaryu
Albumy & EPs
- Kaizokuban ~Aye.Ai.sir~ (jap. 海賊盤～Aye.藍.sir～; 9 sierpnia 2004)
- Aikaryu chokki arubamu ~Oretachi Best yori chokki ha~ (jap. 藍華柳チョッキアルバム～俺達ベストよりチョッキ派～; 29 czerwca 2007, kompilacja)

Single
- Aizome kyōto ~Ore iro ni somaru kimi ga aho ni natteyuku...~ (jap. 藍染京都～俺色に染まる君がアホになってゆく...～; 28 września 2009)
- Ryūnensei (jap. 柳年生; 6 lutego 2004)
- Indigo Blue Story (13 marca 2005)
- Taiyō ga itai y (jap. 太陽が痛いよう; 13 marca 2005)
- Shiri Shiri Shiri Shiri Shiri Shiri Shiri Shiri Shiri ~Kyūketsu~ (jap. 尻尻尻尻尻尻尻尻尻～きゅうけつ～; 3 grudnia 2005)
- Vampire de manpai ya! (jap. ヴァンパイアデ満杯や！ Vanpaia de manpai ya!; 3 grudnia 2005)

Wideo
- Gogo wa xx Aikaryu Video (jap. 午後はｘｘ藍華柳ビデオ; 24 października 2004)
- Happy End (15 lipca 2007)
- Kaisan dewa naku sotsugyō THE DVD (jap. 解散ではなく卒業 THE DVD; 3 października 2007)

Omnibusy
- Punishment Party Vol.3 (marzec 2002, z "Moumokuna Kikeiji no Kaisenkyoku")
- Punishment Party Vol.4 (25 lipca 2002, z "Mind... F")
- New Scream Date 2002 (29 września 2002, z "Ru Zeru to Shizuki")
- Water & Oil (22 maja 2004, split singel z Mizeria, z "Nabanax" i "Raamen")
- Crow That Wore Crown (29 października 2008, z "Kyuuketsu ~Uruwashiki Nare no Chi~")

### Hizaki Grace Project
Albumy
- Dignity of Crest (1 stycznia 2007)
- Ruined Kingdom (19 października 2007)
- Curse of Virgo (26 grudnia 2007)

DVD
- Eien no kokuin (jap. 永遠の刻印; 17 lutego 2007)
- Monshō (jap. 紋章; 9 maja 2007)